# Затик
Затик — по предположению историков, являлся древнеармянским божеством земли, плодородия и растительности.

## Культ
В истории языческой Армении нет никаких следов постоянного поклонения Затику. Исследователи полагают, что армянское одноимённое празднование пасхи, т.е. воскрешение Христа восходит к языческому аналогу. В свою очередь Затик восходит и идентифицируется с культами воскресающего и умирающего божества, такими как Адонис, Таммуз и другие. Кроме того у иберийцев, соседей армян, имеется несколько мифологических персонажей, сходных по функциям или имени, к примеру Задени, богиня рыбаков.
Большую схожесть Затик имеет с палестинским Седэком, а также Сыдыком, сыном Шамаша и богом весенне-осеннего Солнца. Согласно Санхуниатону Сыдык почитался у финикийцев отцом богов-кабиров. В период эллинизма сирийцы признавали Седэка духом планеты Юпитер и имеющим связь с сирийским героем Сандаком, которого упоминал Аполлодор Афинский. Схожие имена и функции имели также лувийское божество Сандон и Санд из Тарса.
Как умирающе-воскресающее божество связь Затик с семитскими божествами прослеживается через Сандака, основателя города Келендерис в Киликии, и отца Адониса.
По версии историков Сандалгяна и Тирикьяна, происхождение слова связано с zad, что в переводе означает ударять.
После принятия христианства в Армении словом Затик обозначалась пасха. Этимология слова связвается со словом азатвел - освобождаться, в значении воскрешения.

## Празднование
Древние армяне молились и поклонялись ему для того, чтобы их земля была плодородной, год урожайным, а каждый сбор урожая приносил только радость. Армяне считали, что чем больше ты взываешь к Затику, тем больше урожая соберешь. Историки полагают, что до принятия христианства, армяне были тесно связаны с языческим обрядами, так как до 301 года язычество являлась основополагающей «верой» всех армян. Очень сложно понять, как же именем древнего Бога плодородия стал именоваться главный религиозный праздник. Соответственно, те, кто только начал интересоваться культурой армянского народа, пока еще не могут уловить связи «Армянская Пасха=Затик». По мнению филологов, созвучие армянского «азатвел» ( освобождение) и «затик» постепенно слились в одно. Тем самым, Пасха в Армении и у всего армянского народа именуется «Затик».  
Праздник выпадает на первое воскресенье после весеннего равноденствия и полнолуния, привычный период с 20 марта по 27 апреля. 
Священный обряд освещения деревьев является не только главной отличительной особенностью армянского Затика, но и поводом для отмечания этого праздника в тишине и спокойствии. Освещение деревьев армяне проводят только в том случае, если у них есть частный дом с садом. Старшая женщина в доме проходит с зажженной свечой по саду. Те, кто знает об этом обычае, проводят некую параллель между названием праздника и древним божеством.
Затик для армян, прежде всего, семейный праздник. В родительский дом приезжают дети со своими семьями, родственники ходят друг к другу с пасхальными корзинками, в которые кладут яйца, окрашенные в красный цвет, красное вино и фигурки аклатиз. Пасхальные корзинки не являются обязательным атрибутом праздника, однако для удобства, все больше семей используют их именно для того, чтобы довезти в целости и сохранности все дары. Куклы Аклатиз представляют собой фигурки людей, украшенные каменьями и луком. Они олицетворяют удачу в семье, благополучие, охраняют семейную пару от различных неудач, которые могут принести несчастье в семью. Такие фигурки дарятся только семейным парам, одинокие родственники остаются без этого небольшого сувенира.
Обязательного меню для праздничного стола не существует, однако армяне предпочитают в этот день ставить в центр стола окрашенные яйца, составлять композиции из подаренных и изготовленных самостоятельно фигурок Аклатиз. В качестве блюд на столе может быть то, что привыкли готовить на любой праздник та или иная семья. Однако предпочтения отдаются  блюдам из фасоли, плову, закусок, соусов и, конечно же, красному вину.  Как и всю выпечку, армянские женщины пекут куличи самостоятельно и украшают их по собственному вкусу. Но стоит отметить, что это не является обязательным атрибутом Затика у армян.
Затик  является один из самых главных праздников у армянского народа.